# Xenoschesis limata
Xenoschesis limata là một loài tò vò trong họ Ichneumonidae.